# 질병인식불능증
질병인식불능증(Anosognosia, 혹은 질병실인증, 질병불각증)은 장애(disability)가 있는 사람이 근원적인 신체증상때문에 장애가 있다는 것을 인지하지 못하는 것을 말한다. 질병인식불능증은 뇌구조, 흔히 전두엽(parietal lobe)에 가해진 생리적 상해(physiological damage) 혹은 우반구의 전두-측두-두정엽 영역(fronto-temporal-parietal area)에 발생한 미만성 병변(diffuse lesion)으로부터 발병하며, 따라서 신경정신적 장애(neuropsychiatric disorder)에 해당한다.  자의식(self-awareness)의 결여로서, 신경학자(neurologist) 조셉 바빈스키(Joseph Babinski)가 1914년에 처음으로 명명하였다. 현상학(Phenomenology)적으로, 질병인식불능증은 부인(denial)과 유사하며, 심리학적 방어기제(defense mechanism)이다. 병에 대하여 통합된 설명을 구축하고자 하였다. 질병인식불능증은 팔이나 다리 등 신체 일부에 대하여 자기것이 아니라고 부인하는 신체인식불능증(asomatognosia, 혹은 신체실인증, 신체불각증)이 함께 오기도 한다. 어원은 고대 그리스어 ἀ- a-("없다"), νόσος nosos("질병"), γνῶσις gnōsis("앎")에서 유래하였다. 치료적 관계(therapeutic relationship)에 부정적으로 영향을 끼치기에 치료를 어렵게 만드는 장애이기도 하다.

## 원인
최초 발견 이후로 증상의 원인에 대해서 거의 밝혀진 바가 없다. 실험 데이터를 바탕으로 한 최근 연구에서는 질병인식불능증에 대하여 복합요소증후군(multi-componential syndrome) 혹은 복합면체현상(multi-faceted phenomenon)이라고 흔히 생각한다. 이는 해부학적 기능에 따라 별개의 감시체계(monitoring system) 이상으로 인하여 발생하는 운동기능상의 편마비(hemiplegia, 반신불수), 감각기능상의 편측감각소실(hemianaesthesia, 반감각소실)이나 편측시야결손(hemianopia, 반맹), 공간상의 편측무시(unilateral neglect, hemispatial neglect) 기억 관련한 치매(dementia), 언어능력상의 [[수용성실어증(receptive aphasia) 등의 특정 결함을 인식하지 못하는 것으로 드러난다.
질병인식불능증은 뇌졸중(stroke), 외상성 뇌손상(traumatic brain injury)과 같은 뇌손상을 일으키는 질병에 뒤에어 나타난다. 예를 들어, 급성뇌졸중의 발병과 함께 발생한 몸 한쪽이 약해지는 반신부전마비(hemiparesis)에 대한 질병인식불능증은 10-18% 발병한다. 그러나 사실상 신경학적 이상과 함께 발생하기도 한다. 만성보다는 급성 질환에서 자주 생기며 좌반구보다 우반구인 경우가 많다. 질병인식불능증은 정신착란(mental confusion), 인지유연성(cognitive flexibility), 기타 주요 지능 혼란이나 단순한 감각/인지결함과는 관련이 없다.
증상은 감각 손실(sonsory loss)과는 직접 연관은 없지만, 체성감각계(somatosensory syatem)와 같은 공간표상과 신체표상을 지지하는 과정과 함께, 감각정보를 통합하는 것에 관련된 신경인지처리(neurocognitive process)에 손상이 가해짐으로써 발병한다고 보고 있다. 질병인식불능증은 편측공간무시와 관련되어 있는데, 편측공간무시는 비지배적인 대뇌피질(cerebral cortex) 반구(보통은 우반구)의 손상 이후에 발견되며, 이로 인해 자신의 몸의 특정 쪽(흔히 오른쪽)을 처리하거나 이해할 수 없다.
또한 경우에 따라서는 여러 증상이 있는 가운데 이중 단 하나만 모르는 것이 아니라 여러 증상을 다 모르는 경우가 있을 수도 있다. 이는 문제의 근원이 신체의 공간표상(spatial representation)에 관련되어 있다는 사고와도 관련된다. 예를 들어, 편마비에 대한 인식불능은 시공간 편측무시(visuo-spatial unilateral neglect)를 온전히 인식하거나 인식핮 못하여도 발생할 수 있다. 이러한 이중 해리(double dissociation) 현상은 인지 모듈(awareness module) 상에 발생하는 영역 특수적 장애(domain-specific disorders)의 지표일 수 있다. 이는 질병인식불능증에 있어서 뇌손상은 신체의 공간입지(spatial location)가 아니라, 어느 한 특정 신체기능이나 인지기능의 자기감시처리과정(self-monitoring process)에 타격을 줄 수 있다는 것이다.
갈바닉 전기 전정 자극(Galvanic vestibular stimulation) 조치가 공간 편측무시(spatial unilateral neglect)과 좌측 편마비 인식불능 증후군을 일시적으로 완화한다는 연구결과가 있다. 우측 반구상 비대칭(hemispheric asymmetry to the right)의 발견, 공간 편측무지 관련성, 두 증후군의 일시적 완화를 종합하여, 운동장애(motor weakness) 인식불능 기전의 기반에 있는 공간 요소가 있을 수 있으며, 신경처리과정이 이와 유사하게 조율될 수 있다는 것을 시사한다. 좌반구 손상 이후 우측편마비에 대한 인식불능 사례가 있으나, 이러한 유형의 횟수는 계산되지 않았다.
알츠하이머병(Alzheimer's disease) 환자는 인지 결여를 보임에도 아무런 문제 없다고 주장한다.

## 정신의학
질병인식불능증은 뇌손상이나 뇌졸중 이후에 신체장애를 인식하지 못하는 것을 말하지만, 거식증(anorexia nervosa) 환자에게서 보이는 통찰 결여(lack of insight)를 의미하기도 한다. 이들은 자신이 정신질환을 가지고 있다는 걸 인지하지 못한다. 또한 조현병(schozophrenia) 관련 인식불능은 전두엽(frontal lobe) 손상으로 인한 것일 수도 있다. 정신과의사이자 조현병 연구자인 풀러 토리(E. Fuller Torrey)는 조현병 환자와 양극성장애(bipolar disorder)들에게서 질병인식불능증은 약물 복용을 하지 않는 이유 중 가장 흔한 것이라고 말하였다.

## 진단
임상적으로 환자에게 설문지를 제시하여 자신의 결함에 대한 메타인지 지식을 평가하게 하기도 한다. 그러나, 기존 설문지가 이러한 임상 현상의 다면적 성질을 평가하기 위하여 설계된 것도 아니고, 오프라인 설문 응답이 온라인 설문에서 보이는 인식 불일치(discrepancy of awareness)를 드러낼 수 있다는 것도 아니다. 이러한 불일치는 환자가 오프라인 응답에서는 자신의 결함에 대하여 인식하지 못하지만 온라인 설문에서는 거리낌이나 구두적 우회(verbal circumlocution)를 보일 때 관찰된다. 예를 들어, 편마비 인식불능 환자는 자신의 양팔이 마비되었기 때문이라는 것을 인정하지 않더라도, 두손 과제를 수행하지 않으려는 변명을 찾으려 할 것이다.
환자들이 기억과 집중에 관한 과제들을 수행할 때 이들이 저지르는 착오를 관찰하거나(온라인 발생 인지 online emergent awareness, 발생 인지 : 문제가 발생할 때 이를 인정하는 능력), 똑같은 과제를 수행하기 직전에 이들이 보여주는 수행성(performance)을 예측할 때(온라인 예측 인지 online anticipatory awareness), 외상성 뇌손상 이후 발생한 인지결함에 대한 인식불능인 환자에게도 비슷한 상황이 일어날 수 있다. 또한 치매 환자나 기억상실 인식불능 환자가 치매 관련 단어들을 볼 때 집중전 처리과정(pre-attentive processing)에 해당하는 것을 보이면서 자신의 기억에 문제가 있다는 사실을 인지할 때 발생하기도 한다. 환자는 또한 타인의 이야기를 하는 듯한 3인칭 관점보다는 1인칭 형태의 질문을 받을 때 자신의 수행성을 과평가 하기도 한다.
뇌졸중 환자의 질병인식불능증 원인 탐색에서, 여러 뇌영역에서 어느 부위가 가장 손상을 입었는지를 평가하기 위하여 CT촬영이 사용되었다. 설문지 응답을 통하여 평가된 경증 및 중증 상태의 질병인식불능증을 겪고 있는 뇌졸중 환자는, 보통의 질병불능인식증 환자나 증상이 전혀 없는 환자에 비하여, 측두두정영역(temporoparietal region) 및 시상영역(thalamic region) 내 병변과 관련 있다. 반면, 뇌졸중 이후 보통의 인식불능을 보이는 환자는 경증 혹은 중증의 인식불능을 보이는 환자에 비해 기저핵(basal ganglia) 관련 병변 빈도가 높은 걸로 나타나 있다.

## 치료
신경 관련 인식불능 환자들은 장기 치료가 없다. 편측무시에 관하여, 칼로리 반사 시험(caloric reflex testing)(왼쪽 귀에 찬물을 뿌리는 것)은 장애 인식 불능을 일시적으로 개선할 수 있는 것으로 알려졌다. 그 원인은 명확하지 않지만, 전정계(vestibular system)의 강렬한 자극으로 발생한 주의나 초점의 무의식적인 변화가 일시적으로 인식에 영향을 준다고 보고 있다. 질병인식불능증 대부분은 시간이 흐르면서 사라질 수 있지만 기약 없이 이어질 수 있다. 보통 장기 사례의 경우, 장애를 인식 못하는 환자에게 수술할 수 없는 자신의 팔다리를 위하여 조정(adjust)할 수 있도록 훈련시키는 방식의 인지치료(cognitive therapy) 방식으로 치료된다. 다른 방식은 피드백의 사용이다. 내담자가 스스로 예측한 과제 수행 능력과 실제 과제 수행 상태를 비교하게 하여 통찰력을 향상시키고자 한다.
인식불능이 환자가 의학적 도움을 원하는 것을 차단하면서 재활을 찾는 능력을 차단하기에, 신경재활(Neurorehabilitation)은 어렵다. 또한 치료사와 협력하면서 마음을 다하는 치료는 어렵다. 급성의 경우 인식을 향상시키기 위해 할 수 있는 것은 거의 없으나, 치료사는 환자의 현상세계(phenomenological field)로 들어가서 환자의 좌절감이나 혼란감을 줄여줌으로써 환자와 치료동맹(therapeutic alliance)을 구성하는 것이 중요하다. 심각성은 시간이 지나면서 바뀌기에, 치료나 재활 방식이 나타났거나 나타날 가능성이 없다.
정신병 환자에 있어, 심각한 정신질환 환자에 대하여, 인식불능은 약물치료 거부와 재입원 모두와 연관있다는 것이 실증연구를 통해 확인된다. 약물 복용을 거부하는 이들 중 15%는 강제로 약물을 복용시켜야 할 필요가 있다. 그러나 강제 정신 치료는 예민하고 복잡한 법적 윤리적 이슈이다.
자발적 혹은 비자발적 입원환자에 대한 한 연구는 치료 필요성을 인지하지 못한 환자들이 강제 치료가 필요하다고 하였다. 병원에 수감된 환자들은 자발적 환자보다도 통찰시킬 방식이 매우 낮다.
질병인식불능증은 환자가 치료에 계속 참여하는 것을 차단하는 다른 인지부전과도 관련 있다. 다른 연구에서는 치료에 대한 태도는 비자발적 치료 이후에 향상될 수 있으며, 수감되었던 환자는 자발적 치료를 찾는 경향이 있다고 밝혀졌다.

## 같이 보기
- 통찰